# Lee Yong-dae
Lee Yong-dae (koreanisch 이용대; * 11. September 1988 in Hwasun, Jeollanam-do) ist ein Badmintonspieler aus Südkorea. 2008 wurde er als Krönung seiner bisherigen Karriere Olympiasieger im Mixed mit seiner Stammpartnerin Lee Hyo-jung. Sein Partner im Herrendoppel war bis zu den Olympischen Sommerspielen 2012 in London Jung Jae-sung. Seit den Denmark Open 2012 tritt er im Herrendoppel mit Ko Sung-hyun an.

## Erfolge
Herrendoppel
| Jahr                                           | Turnier                             | Ort             | Platz    |
| ---------------------------------------------- | ----------------------------------- | --------------- | -------- |
| 2005                                           |                                     |                 |          |
| 2005 Mongolia International                    | Mongolei                            | Sieger          |          |
| 2005 Swiss Open                                | Schweiz                             | Viertelfinalist |          |
| 2005 German Open                               | Deutschland                         | Viertelfinalist |          |
| 2006                                           |                                     |                 |          |
| 2006 Thailand Open                             | Thailand                            | Sieger          |          |
| 2006 Indonesia Open                            | Jakarta, Indonesien                 | Semifinalist    |          |
| 2006 German Open                               | Deutschland                         | Sieger          |          |
| 2007                                           |                                     |                 |          |
| Thailand Open                                  | Thailand                            | Finalist        |          |
| German Open                                    | Deutschland                         | Finalist        |          |
| Yonex Korea Open Super Series                  | Seoul, Korea                        | Sieger          |          |
| 2008                                           |                                     |                 |          |
| 2008 Hong Kong Super Series                    | Hongkong                            | Sieger          |          |
| 2008 China Super Series                        | China                               | Sieger          |          |
| 2008 Olympia                                   | China                               | 1. Runde        |          |
| 2008 Asienmeisterschaft                        | Malaysia                            | Sieger          |          |
| 2008 Wilson Swiss Super Series                 | Schweiz                             | Sieger          |          |
| 2008 All England                               | England                             | Sieger          |          |
| 2009                                           |                                     |                 |          |
| 2009 BWF Super Series Finals                   | Malaysia                            | Sieger          |          |
| 2009 China Open Super Series                   | China                               | Sieger          |          |
| 2009 Yonex-Sunrise Hong Kong Open Super Series | Hongkong                            | Sieger          |          |
| 2009 Weltmeisterschaft                         | Indien                              | Finalist        |          |
| 2009 Djarum Indonesia Super Series             | Indonesien                          | Sieger          |          |
| 2009 German Open                               | Deutschland                         | Sieger          |          |
| 2009 Yonex Korea Super Series                  | Korea                               | Finalist        |          |
| 2009 Proton Malaysia Super Series              | Malaysia                            | Sieger          |          |
| 2010                                           |                                     |                 |          |
| 2010 Yonex-Sunrise Hong Kong Open Super Series | Hongkong                            | Semifinalist    |          |
| 2010 China Open Super Series                   | China                               | Sieger          |          |
| 2010 Victor Korea Open Grand Prix              | Korea                               | Sieger          |          |
| 2010 China Masters Super Series                | China                               | Semifinalist    |          |
| 2010 Weltmeisterschaft                         | Frankreich                          | Viertelfinalist |          |
| 2010 Chinese Taipei Grand Prix Gold            | Taiwan                              | Sieger          |          |
| 2010 All England Super Series                  | England                             | Viertelfinalist |          |
| 2010 Korea Open Super Series Korea             | Sieger                              |                 |          |
| 2010 Super Series Finals                       | Taiwan                              | Finalist        |          |
| 2011                                           |                                     |                 |          |
| 2011 Yonex Denmark Open Super Series Premier   | Dänemark                            | Sieger          |          |
| 2011 Li Ning China Masters                     | China                               | Sieger          |          |
| 2011 Yonex Canada Open                         | Kanada                              | Sieger          |          |
| 2011 Yonex OCBC US Open Grand Prix Gold        | USA                                 | Sieger          |          |
| 2011 Li Ning Singapore Open                    | Singapur                            | Semifinalist    |          |
| 2011 SCG Thailand Open Grand Prix Gold         | Thailand                            | Sieger          |          |
| 2011 Wilson Swiss Open Grand Prix Gold         | Schweiz                             | Sieger          |          |
| 2011 Yonex German Open Grand Prix Gold         | Deutschland                         | Sieger          |          |
| 2011 Victor Korea Open Super Series Premier    | Korea                               | Sieger          |          |
| 2012                                           | 2012 French Open                    | Frankreich      | Sieger   |
| 2012                                           | China Open Super Series             | China           | Finalist |
| 2012                                           | Korea Open Grand Prix Gold          | Korea           | Sieger   |
| 2012                                           | India International                 | Indien          | Sieger   |
| 2012                                           | India Open Grand Prix Gold          | Indien          | Sieger   |
| 2013                                           | Korea Open Super Series Premier     | Korea           | Sieger   |
| 2013                                           | Swiss Open Grand Prix Gold          | Schweiz         | Finalist |
| 2013                                           | Badminton-Asienmeisterschaft 2013   | Taiwan          | Sieger   |
| 2013                                           | India Open Super Series             | Schweiz         | Finalist |
| 2013                                           | Indonesia Open Super Series Premier | Indonesien      | Finalist |
| 2013                                           | Singapur Open Super Series          | Singapur        | Finalist |
| 2013                                           | China Masters                       | China           | Sieger   |
| 2013                                           | Denmark Open                        | Dänemark        | Sieger   |
| 2013                                           | China Open Super Series             | China           | Sieger   |
| 2013                                           | Hong Kong Open Super Series         | Hongkong        | Sieger   |

Mixed
| Jahr                                     | Turnier     | Ort             | Platz |
| ---------------------------------------- | ----------- | --------------- | ----- |
| 2004                                     |             |                 |       |
| 2004 French Open                         | Frankreich  | Semifinalist    |       |
| 2005                                     |             |                 |       |
| 2005 Indonesia Open                      | Indonesien  | Viertelfinalist |       |
| 2005 Noonnoppi Korea Open                | Korea       | Viertelfinalist |       |
| 2005 Mongolia International              | Mongolei    | Sieger          |       |
| 2006                                     |             |                 |       |
| 2006 Weltmeisterschaft                   | Spanien     | 2. Runde        |       |
| 2006 Korea Open                          | Korea       | Viertelfinalist |       |
| 2006 Thailand Open                       | Thailand    | Sieger          |       |
| 2006 Macau Open                          | Macau       | Viertelfinalist |       |
| 2006 Chinese Taipei Open                 | Taiwan      | Semifinalist    |       |
| 2007                                     |             |                 |       |
| 2007 Wilson Swiss Super Series           | Schweiz     | Sieger          |       |
| 2007 Yonex All England Super Series      | England     | Viertelfinalist |       |
| 2007 German Open                         | Deutschland | Semifinalist    |       |
| 2008                                     |             |                 |       |
| 2008 Hong Kong Super Series              | Hongkong    | Finalist        |       |
| 2008 China Super Series                  | China       | Sieger          |       |
| 2008 Olympia                             | China       | Sieger          |       |
| 2008 Asienmeisterschaft                  | Malaysia    | Viertelfinalist |       |
| 2008 Wilson Swiss Super Series           | Schweiz     | Semifinalist    |       |
| 2008 Yonex All England Super Series      | England     | Viertelfinalist |       |
| 2008 German Open                         | Deutschland | Sieger          |       |
| 2008 Korea Super Series                  | Korea       | Sieger          |       |
| 2008 Malaysia Super Series               | Malaysia    | Finalist        |       |
| 2009                                     |             |                 |       |
| 2009 China Open Super Series             | China       | Sieger          |       |
| 2009 Chinese Taipei Open Grand Prix Gold | Taiwan      | 1. Runde        |       |
| 2009 Weltmeisterschaft                   | Indien      | Semifinalist    |       |
| 2009 Asienmeisterschaft                  | Korea       | Sieger          |       |
| 2009 Wilson Swiss Open Super Series      | Schweiz     | Finalist        |       |
| 2009 German Open Grand Prix Gold         | Deutschland | Semifinalist    |       |
| 2009 Yonex Korea Super Series            | Korea       | Sieger          |       |
| 2009 Proton Malaysia Super Series        | Malaysia    | Finalist        |       |
| 2010                                     |             |                 |       |
| Chinese Taipei Open 2010                 | Taiwan      | Viertelfinalist |       |
| Swiss Open 2010                          | Schweiz     | Sieger          |       |
| All England 2010                         | England     | Semifinalist    |       |
| 2011                                     |             |                 |       |
| Denmark Open 2011                        | Dänemark    | Semifinalist    |       |
| US Open 2011                             | USA         | Sieger          |       |
| Singapore Open 2011                      | Singapur    | Viertelfinalist |       |
| Thailand Open 2011                       | Thailand    | Viertelfinalist |       |
| Swiss Open 2011                          | Schweiz     | Semifinalist    |       |
| German Open 2011                         | Deutschland | Viertelfinalist |       |